# Toxomerus sedmani
Toxomerus sedmani är en tvåvingeart som beskrevs av Ralph E. Harbach 1984. Toxomerus sedmani ingår i släktet Toxomerus och familjen blomflugor. Inga underarter finns listade i Catalogue of Life.